# La vita di Castruccio Castracani da Lucca
La vita di Castruccio Castracani da Lucca è un'operetta letteraria di Niccolò Machiavelli scritta tra il 7 luglio e il 29 agosto del 1520 ed ispirata alla vita dell'uomo d'arme lucchese Castruccio Antelminelli, condottiero ghibellino del Trecento.
Machiavelli dedicò l'opera ai suoi amici Zanobi Buondelmonti e a Luigi Alamanni.

## Contenuto e stile
Riprende il modello delle biografie di stampo classico e umanistico dei cosiddetti "uomini illustri", descrizione dell'aspetto fisico e del carattere, discorsi e aneddoti.
Il Personaggio in sé assume rilievo di tono narrativo e drammatico ma comunque di forte stampo politico. L'autore riflette nel condottiero del '300 l'ideale del Principe "virtuoso".